# Alina Grosu
Alina Grosu (ukrajinsky Аліна Гросу; * 8. června 1995 Černivci, Černovická oblast, Ukrajina) je ukrajinská zpěvačka. Své první studiové album vydala v roce 2000 a dnes má celkem sedm alb.
Do hudebního průmyslu vstoupila vítězstvími v pěvecké soutěži. Cenou bylo nahrání písničky ve studiu, kde potkala zpěvačku Irynu Bilyk. V sedmi letech se přestěhovala do Kyjeva, kde začala pracovat profesionálně v showbyznysu. Účastnila se pěveckých soutěží a to například Slovanského bazaru a nebo národních kol do Junior Eurovison Song Contest.

## Diskografie
- Разом зі мною (2000)
- Бджілка (2002)
- Море волнуется (2004)
- Я кохана донечка (2006)
- Хочу шалить (2008)
- На 19 этаже (2008)
- Мелом на асфальте (2010)
- Бас (2018)